# 옌볜 과학기술대학
연변 과학기술대학(중국어: 延边科技大学, Yanbian University of Science & Technology)는 동북아문화협력재단에서 중화인민공화국 연변 조선족 자치주에 설립한 중화인민공화국 최초의 대한민국 합작 사립 대학이다. 총장은 김진경, 부총장은 이중, 홍영대이다. 
2000년도에는 연변대학교에 합병되어 2021년 6월에 이윽고 폐교하였다.

## 역사
- 옌볜과학기술대학간호학과1989년 8월 대학설립 추진위원회 조직

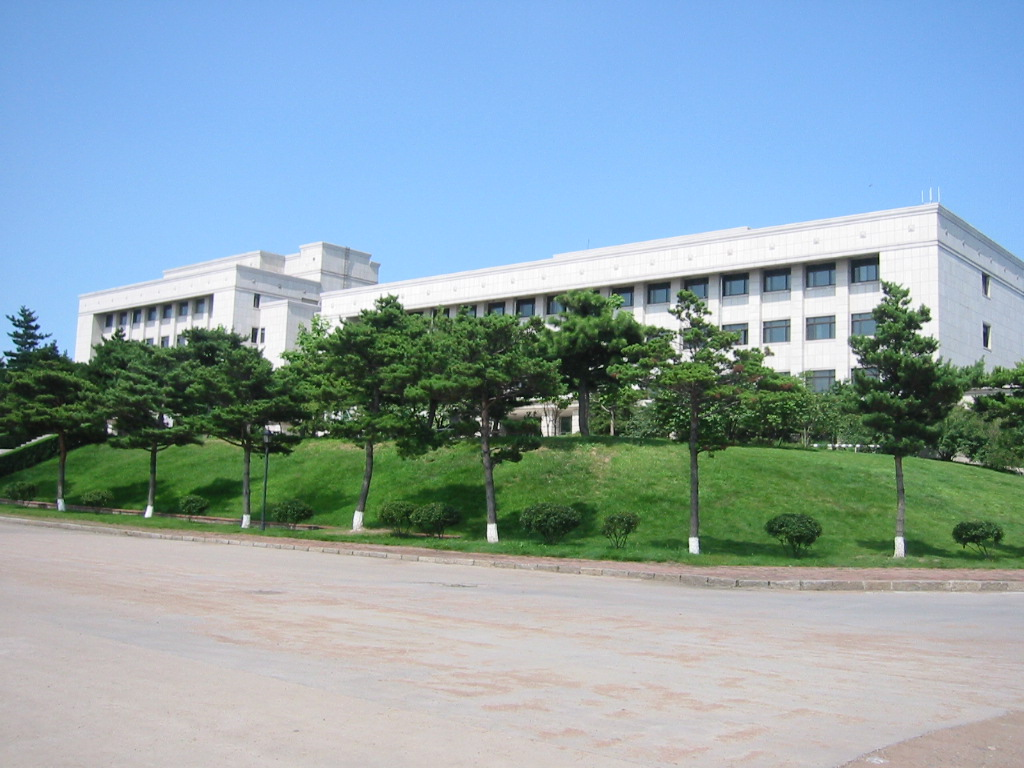
옌볜과학기술대학

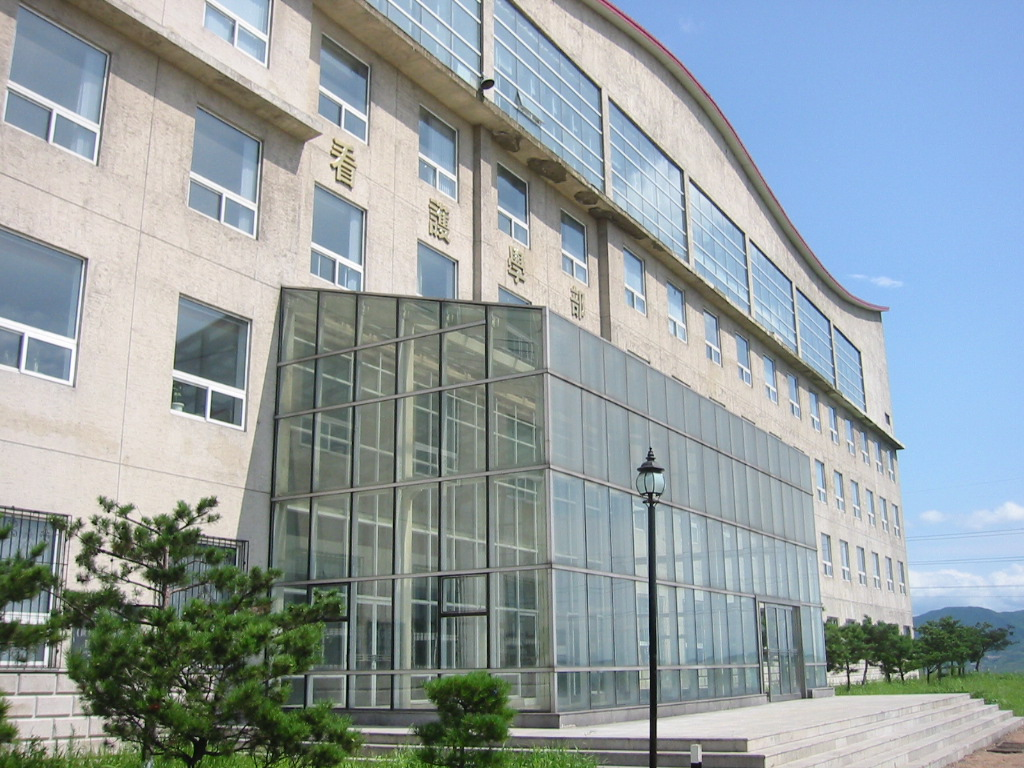
간호학과

- 1989년 10월 중국 연길 시 정부와 김진경 박사가 연변과학기술대학 설립 합동 체결 대학건설 기공식 (본부동, 학사동 착공)
- 1990년 1월 미국에 연변과학기술대학 재단설립 및 법원등기
- 1990년 3월 기술전문대학을 4년제 기술대학으로 변경하고 합동서 공증등기
- 1991년 3월 중국 길림성 정부 교육위원회에서 학교개설 비준
- 1991년 4월 사단법인 연변과학기술대학 후원회 한국 설립
- 1991년 6월 중국 국가교육위원회에서 학교 개설비준 (敎外美 [1991]239호)
- 1992년 6월 기술대학과 중국국가과학기술위원회간에 ‘ 연변중장기국토종합개발계획 ' 체결
- 1992년 9월 연변과학기술대학으로 교명개칭 연변과학기술대학 부속 산업기술훈련학교 개교 대학 본부동, 학사동 완공
- 1993년 4월 대학발전 추진위원회 결성
- 1993년 7월 산업기술훈련학교 제 1 회 졸업식
- 1993년 9월 연변과학기술대학 본과 (4년제) 및 전과 (2년제) 정식 개교 식당동 및 숙사동 공사 완료
- 1993년 10월 연세대학교 학술교류 협정
- 1994년 4월 숭실대학교 학술교류 협정
- 1994년 9월 한양대학교 학술교류 협정
- 1995년 2월 포항공과대학교 학술교류 협정
- 1995년 5월 미국 Liberty University 학술교류 협정 인제대학교 학술교류 협정
- 1995년 7월 2년제 전과 제 1 회 졸업식
- 1995년 9월 한국어과 (3년제 전과) 신설 테니스장 및 농구장 완공 제2숙사 기공식
- 1995년 11월 중국과학기술대학교 학술교류 협정
- 1995년 12월 중국중앙민족대학교 학술교류 협정 연길시우전국 상호협력 합동서 체결
- 1996년 3월 아시아나 항공과 본교 S/W 개발 합자사 설립의향서 교환 독일 Technische Fachhochschule Berlin 학술교류 협정
- 1996년 5월 KAIST 학술교류 협정
- 1996년 7월 연변금호연건개발유한공사 기공
- 1996년 8월 오사카정보컴퓨터전문학교 학술교류 협정
- 1996년 9월 연변대학과 병입
- 1996년 10월 중국 운남대학교 학술교류 협정
- 1996년 11월 중국 서남민족대학교 학술교류 협정 한동대학교 학술교류 협정
- 1996년 12월 한국과학기술단체총연합회 상호협조 및 협력 협정
- 1997년 3월 제 2 회 국제협력회의 개최
- 1997년 4월 창신대학 학술교류 협정 미국 Biola University 학술교류 협정 Japan EC Institute 상호협력, 인적교류 협정
- 1997년 5월 교직원 제 2 숙사 준공식
- 1997년 7월 본과 제 1 회 졸업식 연변외국인학교 준공식 연변금호연건개발유한공사 준공식 학생 제 2 기숙사 ‘창의의 집' 준공식, 중국 서장대학교 학술교류 협정
- 1997년 10월 독일 Fachhochschule Neu-Ulm 학술교류 협정
- 1997년 12월 미국 Shorter College 학술교류 협정
- 1998년 4월 러시아 Amur State University 학술교류 협정 제3회 국제협력회의 개최 인천대학교 학술교류 협정, 스위스 TWI(Technikum Winterthur Ingenieurschule) 학술교류 협정, 몽고 Institute of International Studies Mongolian Academy of Sciences 상호협력 및 인적교류 협정, DCKVT 독일 상호협력 및 인적교류 협정
- 1998년 5월 연변외국인학교 제 2 교사 기공식
- 1998년 6월 한국 포항산업과학연구원 상호협력 및 인적교류 협정
- 1998년 7월 중국중앙민족대학교 학술교류 협정 연길시우전국 상호협력 합동서 체결
- 1998년 8월 일본 오사카경제법과대학 과학기술연구소 상호협력 및 인적교류 협정
- 1998년 11월 한국농촌진흥청 상호협력 및 인적교류 협정
- 1999년 2월 중앙대학교 공과대학 학술교류 협정
- 1999년 4월 한남대학교 학술교류 협정 명지대학교 학술교류 협정
- 1999년 5월 제 4 회 동북아발전 학술연토회 개최 아태평화재단 연구 , 교류협력 및 학술교류 협정
- 1999년 6월 대한건축학회 상호협력 및 인적교류 협정
- 1999년 7월 전주대학교 학술교류 협정 제 1 회 YUST 산업기술심포지움 개최 한국전기통신공사 상호협력 및 인적교류 협정 한국전자부품연구원 국제공동연구 및 학술 · 인력 · 기술정보교류 협정 한국산업기술진흥협회 상호협력 및 인적교류 협정 미국 Galaxy World Incorporated 상호협력 및 인력교류 협정 한국정보통신대학원 대학교 학술교류 협정 스위스 ZHW 학술교류 협정
- 1999년 10월 숙명여자대학교 학술교류 협정 미국 Pierce College 학술교류 협정
- 1999년 11월 성결대학교 학술교류 협정 광운대학교 학술교류 협정
- 1999년 12월 호서대학교 학술교류 협정
- 2000년 2월 독일 Neu-Ulm University of Applied Science 학술교류 협정 독일 Nuermberg University 학술교류 협정
- 2000년 3월 독일 Friedrich Schiller University of Jena 학술교류 협정
- 2000년 4월 CCAS KOREA CO., Ltd. ISO 9000/ISO 14000 시스템에 대한 기술 경영 및 인적교류 협정, ㈜지한정보통신 정보통신, 기술경영을 위한 협력 및 인적교류 협정 삼성전기㈜ 디지털산업에 관한 기술경영 및 인적교류 협정
- 2000년 5월 YECABANK Inc. 상호협력 및 인력교류 협정 제 5 회 국제회의 중국 삼협대학교 학술교류 협정
- 2000년 6월 남서울대학교 학술교류 협정 한국기술교육대학교 학술교류 협정 경북과학대학 학술교류 협정
- 2000년 7월 독일 FAU(friedrich Alexander Universit ? t) 학술교류 협정
- 2000년 8월 제 3 교직원숙사 기공식 Korean American Medical Association of North America 직원교환 , 상호협력 및 학생지원 협정
- 2000년 9월 제 3 학생숙사 기공식
- 2000년 10월 제주교육대학 학술교류 협정 선린대학 학술교류 협정
- 2000년 11월 강릉대학교 학술교류 협정
- 2000년 12월 충북대학교 학술교류 협정
- 2000년 연변대학에 합병
- 2001년 2월 세종대학교 학술교류 협정, 경기대학교 학술교류 협정
- 2001년 5월 영동전문대학교 학술교류 협정, 일본 요한일본어학교 학술교류 협정, 한국외국어대학교 학술교류 협정
- 2001년 6월 중국 닝샤대학교 학술교류 협정, BerlinUniversity학술교류 협정
- 2001년 7월 중부대학교 학술교류 협정 및 협정기념 학술회의
- 2001년 8월 경도대학 학술교류 협정
- 2001년 10월 고신대학교 학술교류 협정, 연세대학교 원주캠퍼스 학술교류 협정
- 2001년 11월 마산대학교 학술교류 협정, 경남대학교 학술교류 협정
- 2001년 12월 배재대학교 학술교류 협정
- 2002년 3월 프랑스 랑떼대학 학술교류 협정, SMIHoldingsInc.상호협력 및 인적교류 협정
- 2002년 4월 세명대학교 학술교류 협정, 미국 Kenturky Contineutal College 교류협정, 이스라엘 대학 교류협정
- 2002년 5월 건국대학교 학술교류 협정
- 2002년 6월 창원기능대학 학술교류 협정, 간호동 개관식
- 2002년 7월 한국원자력연구소 상호협조 및 협력 체결, 건교 10주년 기념 동북아 협력발전 심포지움 개최
- 2002년 9월 한림대학교 학술교류협정, TFGBerlin-University of Applied Science학술교류협정, 고려대학교 학술교류 협정
- 2002년 10월 프랑스 Audencia Nantes School of Management 학술교류 협정, 충주대학교 학술교류 협정, 숭의여자대학 학술교류 협정, 계명대학교 학술교류 협정, 동서대학교 학술교류 협정
- 2003년 2월 성서대학교 학술교류 협정
- 2003년 4월 동명정보대학교 학술교류 협정
- 2003년 5월 한밭대학교 학술교류 협정
- 2003년 7월 한국대덕밸리벤처연합회 상호협력, 인적교류 협정
- 2003년 9월 천안공업대학 학술교류 협정
- 2003년 12월 중국 강소염성사범학교 학술교류 협정
- 2004년 3월 이스라엘 BEN-GURION UNIVERSITY OF THE NEGEV BEER SHEVA, ISRAEL 학술교류 협정
- 2004년 5월 한국항공대학교 학술교류 협정, 일본 北九州 YMCA 일본어학교 학술교류 협정 한국 동아대학교 학술교류 협정,
- 2004년 7월 미국 Union University 학술교류 협정, 서울대학교 학술교류 협정
- 2004년 8월 한라대학교 학술교류 협정
- 2005년 7월 한국과학기술연합대학원 대학교 교류협력체결, 한국분석과학회 교류협력체결
- 2005년 11월 명지전문대학 교류협력체결
- 2006년 1월 조선대학교 산학협력단과의 산학협력체결
- 2006년 4월 전북대학교와의 교류협력체결
- 2006년 5월 부경대학교와의 교류협력체결
- 2006년 7월 Liberty University Asian Study Center와의 교류협력체결, Waseda University Organization for Asian Studies와의 교류협력체결, 한국에너지경제연구원과의 에너지정책연구협력서 체결
- 2006년 9월 단국대학교와의 교류협력체결
- 2006년 11월 산동연태건문학원과의 교류협력체결, 서강대학교와의 교류협력체결
- 2007년 1월 한국 공주대학교와 교류협력 체결
- 2007년 2월 캄보디아 National Polytechnic Institute 와 교류협력체결
- 2007년 3월 LG-CNS 와 연변 IT 교육센타설립
- 2007년 4월 몽골국제대학과 교류협력체결
- 2008년 2월 한국 재료연구소와 교류협력 체결
- 2008년 3월 미국 Mary Hardin Baylor 대학과 교류협력 체결
- 2008년 4월 한국 경북대학교와 교류협력 체결
- 2008년 6월 일본 Clark 국제대학과 교류협력 체결
- 2008년 7월 한국 덕성여자대학교와 교류협력체결
- 2008년 8월 아시아기자협회와 교류협정 체결
- 2008년 9월 한국철도기술연구원과 교류협정 체결
- 2008년 12월 한국 관동대학교와 교류협력체결
- 2009년 4월 한국 강원대학교와 교류협력체결
- 2009년 6월 Peter F. Drucker Academy 와 교류협력체결, 한국 금오공과대학교와 교류협력체결, 아프리카 우간다 KUMI대학교와 교류협력쳬결
- 2009년 7월 한국 우석대학교와 교류협력 체결
- 2009년 8월 한국 목포대학교와 교류협력 체결, 한국 국민대학교와 교류협력 체결
- 2009년 9월 아프리카 가나 가나대학교와 교류협력 체결
- 2009년 10월 한국 경희대학교 국제캠퍼스와 교류협력 체결, 한국 안철수연구소 산학협력 체결
- 2009년 11월 한국 주식회사KT중앙연구소와 산학협동 인턴십 체결
- 2009년 12월 한국 성균관대학교 공과대학과 교류협력 체결
- 2009년 12월 한국 나사렛대학교와 교류협력 체결
- 2010년 3월 한국 창원대학교와 교류협력 체결
- 2021년 6월 폐교

## 실천강령
창의, 협력, 봉사

## 학부
- 생물화공학부

-생물공정
-화학공정 및 공예
- 재료기계자동화공학부

-재료기계자동화
- 컴퓨터전자통신공학부

-컴퓨터과학기술
-통신공정
- 건축예술학부

-건축학
- 상경학부

-정보관리 및 정보계통
-국제경제 및 무역
- 간호학부

-간호학
- 동양어학부

-한국어
- 서양어학부

-영어
-독일어
- 교양학부

## 같이 보기
- 평양과학기술대학